# Bernshäuser Bach
Der Bernshäuser Bach, auch Bernshäuser Wasser genannt, ist ein 3,8 km langer, westlicher und orographisch linker Zufluss der Banfe in der Gemarkung und Ortschaft Bernshausen im nordrhein-westfälischen Kreis Siegen-Wittgenstein.

## Geographie

### Verlauf
Der Bernshäuser Bach entspringt im Süden des Rothaargebirges auf der Ostabdachung des Ederkopf-Lahnkopf-Rückens. Seine Quelle liegt auf der Nordostflanke des Kompass (694,1 m) auf einer Höhe von etwa 595 m ü. NHN. Von dort wendet er sich in überwiegend nordöstliche Richtung durch ein bewaldetes Tal. Schon wenige hundert Meter unterhalb seiner Quelle nimmt er seine ersten Zuflüsse auf. Etwas weiter bachabwärts lichtet sich der Wald zunehmend und aus Wald wird nach und nach ein offenes Wiesental. Rechtsseitig fließen ihm nun zwei kleine Zuflüsse vom Laykopf zu. Ein Stück weiter passiert er Bernshausen, wo er linksseitig einen kleinen vom etwa 570 Meter hohen Wiedhuck kommenden Zufluss aufnimmt. Fortan fließt er parallel zur Kreisstraße 38, ohne weitere Zuflüsse aufzunehmen. Nach Unterquerung der Landstraße 718 macht er einen Bogen nach Norden und mündet schließlich etwa 161 m südwestlich vom Weiler Laibach, auf etwa 381 m Höhe in den dort von Südosten kommenden Lahn-Nebenfluss Banfe.

### Einzugsgebiet und Zuflüsse
Das Einzugsgebiet des Bernshäuser Bachs ist 3,738 km² groß und überwiegend bewaldet. Höchster Berg im Einzugsgebiet, und gleichzeitig auch höchster Berg auf Bad Laaspher Stadtgebiet, ist der Kompass mit etwa 694,1 m. In seinem Verlauf fließen dem Bernshäuser Bach einige namenlose Zuflüsse von den umliegenden Berghängen zu.